# Lichenomima huilensis
Lichenomima huilensis (лат.) — вид сеноедов рода Lichenomima из семейства Myopsocidae. Южная Америка: Колумбия (департамент Уила). Специфический эпитет происходит от имени департамента Уила (Huila), где был найден голотип. Мелкие насекомые, длина переднего крыла около 6 мм. Основная окраска тела коричневая. В отличие от других видов Lichenomima, гипандрий и фаллосома у него разные. Гипандрий образован двумя короткими, расширенными долями, разделенными медиальной мембраной. Фаллосома широко увеличена, с расширенной фаллобазой, сильно изогнутой внутрь и с медиальной склеротизацией, наружные парамеры удлинены и с зубовидными отростками на внутреннем крае. У самца маленькие сложные глаза, широко разделенные, как и у L. occidentalis.  Заднее крыло с жилками Rs и M, соединёнными поперечной жилкой.